# 宏文校工字樓
宏文校工字樓位於四川省達州市宣漢縣清溪鄉，文物遺址年代判定為近代。2002年12月27日公佈為四川省第六批省級文物保護單位。